# Gillsätra
Gillsätra är en by i Glömminge socken, Öland, belägen ungefär 3 km öster om Glömminge.
Gillsätra omtalas första gången i skriftliga handlingar 1539 (1539 skrivet 'Gyldessetter', 1542 'Gillesetter'). Byn omfattade 1541-1580 6 mantal skatte.